# Gianfranco Bruno
Gianfranco Bruno (Genova, 2 dicembre 1937 – Genova, 26 gennaio 2016) è stato uno storico dell'arte, critico d'arte e pittore italiano.

## Biografia
Nel 1958 inizia a frequentare come uditore i corsi di pittura e disegno dell’Accademia Ligustica di Belle Arti di Genova e contestualmente si iscrive alla facoltà di lettere. Si trasferisce nel 1963 a MiIano dove frequenta gli studi di perfezionamento in storia dell’arte. Nel 1964 si trasferisce a Roma dove stringe amicizia con Mario Mafai e Giancarlo Mazzacurati prima e poi con Fausto Pirandello, il collezionista Alberto della Ragione e altri esponenti della Scuola Romana. Nel 1969 è nominato direttore dell’Accademia Ligustica di Belle Arti, ruolo che ricoprirà fino al 2001. In quegli anni rinnova completamente l’istituzione e allestisce il Nuovo Museo dell’Accademia, fino ad allora non accessibile, rendendo visibile l'importante patrimonio di arte del Seicento custodito nelle sue raccolte. Continua a partecipare all’ambiente artistico milanese, dove ha, tra il 1973 al 1976 l’incarico di consulente per i musei della regione Lombardia, e, tra il 1976 e il 1981, quello di insegnante di Storia dell’Arte all’Accademia di Brera. Frequenta in particolare Giovanni Testori, Roberto Tassi, Alfredo Chighine, Ennio Morlotti e Ruggero Savinio.
Nella sua lunga e appassionata attività di curatore concepisce mostre storiche su personalità quali Edvard Munch (Milano, Palazzo Reale, 1985), Graham Sutherland e Joan Miró (Genova, Accademia Ligustica, 1991 e 2001), Lorenzo Viani (Seravezza, Palazzo Mediceo, 2000) ed Ennio Morlotti (Milano, Palazzo Reale, 1987) (Londra, Imago Art Gallery, 2011). Nel 1972 a Genova ordina la grande mostra Immagine per la città, al Palazzo dell’Accademia e a Palazzo Reale, con opere di Ensor, Schwitters, Boccioni, Duchamp, Balla, Man Ray, Tobey, Lichtenstein, Sutherland, Bacon, Kline, Pollock, de Kooning, Kupka, Malevich, Richter, tra i tanti protagonisti. In quell’occasione inizia la collaborazione con Bruno Hammacher, il suo interesse per le nuove tecnologie d’immagine si concretizzerà nella Stanza di Mary Barnes, una multivisione di disegni per la grande mostra del 1974 a Milano, a Palazzo Reale, dal titolo Ricerca dell’identità. Riunisce per l’occasione opere di van Gogh, Picasso, Bacon, Klee, Freud, Gerstl, Rainer, Warhol e altri.  Nel 1975, con il film Identità, realizzato con Marco Poma, vince il primo premio al Festival Internazionale del film d’arte di Salerno. Molti anche gli studi sull’arte del ’900 meno noto, o sull’800 francese, con predilezione per Courbet, Monet, e Redon.
Scrive inoltre libri sulla storia dell’arte italiana tra i quali si ricordano monografie di Rubaldo Merello, Giuseppe Cominetti, Renato Birolli, Domenico Guerello, e poi ancora, Plinio Nomellini, il catalogo ragionato dell’opera di Ennio Morlotti, il catalogo dell’opera completa di Umberto Boccioni, il libro La pittura in Liguria dal 1850 al divisionismo, Le Avanguardie in Austria da Kokoschka a Schmalix, il catalogo per la mostra Ombre ammonitrici di Pietro Geranzani al Palazzo Ducale di Genova, le Vedute di Domenico Cambiaso, Partecipa alla realizzazione di diverse mostre per il Museo d’Arte Moderna della città di Lugano, tra cui spicca, in collaborazione con Rudy Chiappini, la grande retrospettiva dedicata a George Rouault e i contributi per le mostre retrospettive su Edvard Munch e Marc Chagall.
Nel 1960 ha esposto le sue opere pittoriche alla mostra Primavera degli artisti ad Albisola. Dal 1966 si dedica alla sua principale attività di critico e storico d'arte. Nel 1967 ha partecipato al Premio di pittura Città di Imperia e, nel 1979, a una collettiva presso la Galleria Bergamini di Milano. Sue personali sono state allestite al Centro Culturale Aux Feux Follets di Lutry nel 1978, alla Kunsthandel Roulant di Amsterdam (1981), alla Galleria Appiani Arte Trentadue di Milano (1998) ecc. Nel volume postumo dedicato alla sua attività di pittore, Vittorio Sgarbi, che ne è autore insieme a Claudio Nembrini e Ruggero Savinio,  ricorda che “Nei disegni e nei pastelli della sua diuturna ed ossessiva produzione creativa si ritrovano i motivi e gli artisti da lui seguiti e amati, da Munch a Bonnard, da Sickert a Pirandello, da Soutine a Varlin, da Odilon Redon a Franco Francese, da Klee a Morlotti, da Rubaldo Merello a Fieschi, in una prodigiosa capacità mimetica e insieme restituzione originale.”

## Opere

### Mostre
- L'opera grafica di Boccioni, Museo dell'Accademia Ligustica, Genova 1968
- Immagine per la città, Museo dell'Accademia Ligustica e Palazzo Reale, Genova 1972
- Francis Bacon, Galleria del Milione, Milano 1973
- Pittura in Lombardia, 1945-1973, Villa Reale, Monza 1973 (con M.de Micheli e U. Tassi)
- La ricerca dell'identità, Palazzo Reale Milano 1974
- Per un'idea di situazione, 21 artisti contemporanei, Palazzo della Permanente, Milano 1981
- Edvard Munch, Palazzo Reale e Palazzo Bagatti Valsecchi, Milano 1985, Centre Culturale de la Fundacio Caixa de pension, Barcellona 1986
- Plinio Nomellini. La Versilia, Palazzo Mediceo, Seravezza 1989 (con E. B. Nomellini e U. Sereni)
- Trent'anni di immagini a Milano, Galleria Appiani Arte 32, Milano 1993 (con J.Clair e M. de Micheli)
- Arte della libertà, Palazzo Ducale, Genova 1996 (con F.Sborgi)
- Ruggero Savinio, Museo dello Spendore,Giulianova 1999 (con M.Cacciari eN. Pallini)
- Lorenzo Viani. Un maestro del Novecento europeo, Palazzo Mediceo, Seravezza 2000 (con E.Dei)
- Juan Mirò. L'armonia del fantastico, Museo dell'Accademia Ligustica, Genova 2001
- Arte per immagini. Da De Chirico a Lòpez Garcia, Museo C. Barbarella, Chieti 2004 (con U.Paglione)
- Renato Birolli. Sentire la musica, Museo d'arte, Mendrisio 2005 (con S.Soldini)
- Pietro Geranzani. Ombre ammonitrici, Palazzo Ducale, Genova 2009
- La sensibilità della materia, Imago Art Gallery, Londra 2011 (con G,Algranti e A. Mesirca Morlotti)

### Saggi
- Da Boccioni a Corrente in AA.VV., Milano 70'/70', Un secolo d'arte dal 1915 al 1945, Museo Poldi Pezzoli, MiIano 1971
- G.Sutherland, in J. Clair, The body of the cross, catalogo della mostra, Musée Picasso, Parigi; Museum of Fine Arts Montreal, 1992
- Il paesaggio mistico in Rouault in Georges Rouault (a cura di R.Chiappini) catalogo della mostra, Museo Civico Villa La Malpensata, Lugano 1991
- 1900-1915: problematiche nuove e sviluppi del linguaggio in Edvard Munch (a cura di R.chiappini) catalogo della mostra, Museo Civico Villa La Malpensata, Lugano 1998
- Chagall e gli anni dell'esilio in Europa. Berlino, Parigi e i primi viaggi, in Marc Chagall (a cura di R.Chiappini) catalogo della mostra, Museo Civico Villa La Malpensata, Lugano 2000
- Franco Gentilini, L.Gavioli (a cura di) Montecitorio e la bella pittura.1900-1945, catalogo della mostra, Palazzo Montecitorio, Roma 2004
- Riflessioni in margine alla mostra "Il male", in V.Sgarbi, Il Male. Esempi di crudeltà, catalogo della mostra, Palazzina di caccia di Stupinigi, Torino 2005
- Antonio Lòpez Garcia, in L.Gavioli (a cura di), Realidad. Arte spagnola della realtà, catalogo della mostra, Galleria Civica di Palazzo Loffredo, Ptenza 2006
- Irving Petlin in E.Crispolti, Irving Petlin, catalogo della mostra, Galleria Nove, Berlino 2011

### Principali pubblicazioni
- Catalogo generale dell'opera di Umberto Boccioni, Rizzoli, Milano 1969
- Rubaldo Merello, Lang, Genova 1970
- Ernesto Rayper, Lang, Genova 1972
- Della Torre. Disegni, pastelli, incisioni, Electa ed., Milano 1976
- La pittura in Liguria da 1850 al Divisionismo, Stringa ed., Genova 1981
- G.Bruno, D. Ronte, Le avanguardie in Austria da Kokoschka a Schmalix, Vangelista ed., Milano, 1985
- Plinio Nomellini, ed. IP, Genova 1995
- Beconi, Erga ed., Genova 1997
- La ricerca dell'identità, Pagine d'Arte ed., 2001
- G.Bruno, S. Ferrari, L. Trabucco, Tra vita e arte. follia e morte in Edvard Munch, Nicomp ed., Firenze 2008